# Diego Barrera
Diego Nicolás Barrera (Río Tercero, 28 giugno 2004) è un calciatore argentino, attaccante del Central Córdoba (SdE), in prestito dal Talleres (C).

## Caratteristiche tecniche
È un'ala destra.

## Carriera
Barrera è cresciuto nel settore giovanile del Talleres (C), con cui ha firmato il primo contratto professionistico il 28 gennaio 2023. Ha esordito in prima squadra il giorno seguente dopo nell'incontro di Primera División perso 1-0 contro l'Independiente.

## Statistiche

### Presenze e reti nei club
Statistiche aggiornate al 2 aprile 2024.
| Stagione            | Squadra               | Campionato          | Campionato | Campionato | Coppe nazionali | Coppe nazionali | Coppe nazionali | Coppe continentali | Coppe continentali | Coppe continentali | Altre coppe | Altre coppe | Altre coppe | Totale | Totale | Totale |
| Stagione            | Squadra               | Comp                | Pres       | Reti       | Comp            | Pres            | Reti            | Comp               | Pres               | Reti               | Comp        | Pres        | Reti        | Pres   | Reti   |        |
| ------------------- | --------------------- | ------------------- | ---------- | ---------- | --------------- | --------------- | --------------- | ------------------ | ------------------ | ------------------ | ----------- | ----------- | ----------- | ------ | ------ | ------ |
| 2023                | Talleres (C)          | PD                  | 7          | 0          | CA+CdL          | 2+5             | 0               | -                  | -                  | -                  | -           | -           | -           | 14     | 0      |        |
| gen.-giu. 2024      | Talleres (C)          | PD                  | 0          | 0          | CA+CdL          | 0               | 0               | -                  | -                  | -                  | -           | -           | -           | 0      | 0      |        |
| Totale Talleres (C) | Totale Talleres (C)   | Totale Talleres (C) | 7          | 0          |                 | 7               | 0               |                    | -                  | -                  |             | -           | -           | 14     | 0      |        |
| 2024-gen. 2025      | Juárez                | LMX                 | 0          | 0          | -               | -               | -               | -                  | -                  | -                  | LC          | -           | -           | 0      | 0      |        |
| 2025                | Central Córdoba (SdE) | PD                  | 11         | 1          | CA              | 1               | 0               | CL                 | 1                  | 0                  | SA          | -           | -           | 13     | 1      |        |
| Totale carriera     | Totale carriera       | Totale carriera     | 18         | 1          |                 | 8               | 0               |                    | 1                  | 0                  |             | -           | -           | 27     | 1      |        |